# Fang Siao-žu
Fang Siao-žu (čínsky pchin-jinem Fāng Xiàorú, znaky 方孝孺; 1357–1402) byl čínský konfuciánský učenec a přední rádce Ťien-wena, druhého císaře říše Ming. Po svržení Ťien-wena odmítl sloužit novému císaři Jung-lemu a ten ho nechal popravit.

## Jméno
Fang Siao-žu používal zdvořilostní jméno Si-č’ (čínsky pchin-jinem Xīzhí, znaky 希直) a Si-ku (čínsky pchin-jinem Xīgǔ, znaky 希古), též byl nazyán mistr Čeng-süe (čínsky pchin-jinem Zhèngxué xiānsheng, znaky zjednodušené 正学先生, tradiční 正學先生). V letech 1644/1645 obdržel posmrtné jméno Wen-čeng (čínsky pchin-jinem Wénzhèng, znaky 文正).

## Život
Fang Siao-žu se narodil roku 1357, pocházel z okresu Ning-chaj (tehdy v prefektuře Tchaj-čou) v provincii Če-ťiang. Jeho otec Fang Kche-čchin zahynul ve vězení roku 1376; císař Chung-wu tehdy přikázal zatknout a popravit řadu úředníků, když shledal běžné praktiky užívané při účtování daní nepřijatelným zneužitím pravomoci.
Studoval u Sung Liena. Už jako student vynikl literárním talentem. Úřední kariéru začal roku 1392 ve funkci vedoucího škol prefektury Chan-čung na jihozápadě provincie Šan-si. Po několika měsících byl přeložen do hlavního města. Roku 1397 už jako přední znalec učení tao-süe (neokonfucianismu) vydal své sebrané spisy. Ze soustředění na veřejnou činnost a „nápravu světa“ vyplývala i jeho kritičnost vůči buddhismu a taoismu, které považoval za nedostatečně aktivistické.
Roku 1398 ho nový císař Ťien-wen povolal do akademie Chan-lin. Získal si císařovu důvěru a společně s Chuang C’-čchengem a Čchi Tchajem byl pověřen celkovým vedením správy říše Ming; v debatách s panovníkem stanovovali vládní politiku a dozírali na její realizaci. Prakticky (byť ne formálně) zaujímali pozici kancléřů (či prvních spoluministrů). Fang Siao-žu a jeho kolegové provedli řadu změn v názvech, struktuře a kompetencích ústředních úřadů, mimo jiné povýšili status šestice ministerstev a konfuciánských učenců v akademii Chan-lin. Opírali se přitom o staré vzory z Čouských obřadů (Čou-li) a Meng-c’. Rovněž provedli úpravy daní: snížili vysoké daně v Ťiang-nanu a omezili výhody buddhistických a taoistických klášterů.
Snaha o likvidaci vojenské a politické moci knížat, císařových strýců, roku 1399 vyprovokovala povstání nejvlivnějšího z nich, Ču Tiho. Ču Ti v následující občanské válce zvítězil a roku 1402 dobyl hlavní město říše, Nanking, přičemž císař Ťien-wen zmizel, patrně zahynul.
Ču Ti se stal novým císařem a zahájil očistu státní správy od Ťien-wenových stoupenců. Fang Siao-žua se přes jeho vysoké postavení čistka týkat neměla, Ču Ti totiž již dříve slíbil svému rádci Tao Jenovi, že Fangovi neublíží. Nechal si ho předvést a nabídl mu setrvání ve státní službě. Fang však novému císaři vyčetl vzpouru a požadoval nastolení Ťien-wenova syna. Údajně poté Ču Ti přikázal Fangovi sepsat provolání k národu oznamující jeho nástup na trůn, což Fang odmítl, s tím, že raději zemře, než aby sloužil uzurpátorovi. Byl popraven, popraven byl i široký okruh jeho příbuzných, přátel a žáků, celkem 873 lidí.
Po popravě bylo jeho dílo zakázáno, ale jeho památka přežila a od roku 1460 byla jeho díla opět publikována. Byl ctěn jako vzor služebníka věrného pánovi za každých okolností. Císař Ču Jou-sung z dynastie Jižní Ming (vládl 1644–1645) ho na znamení úcty poctil posmrtným jménem Wen-čeng (čínsky pchin-jinem Wénzhèng, znaky 文正).